# Ріккардо Орсіні
Ріккардо Орсіні (італ. Riccardo Orsini, грец. Ριχάρδος Α΄ Ορσίνι; бл. 1245 — 1304) — пфальцграф Кефалонії та Закінфу в 1259/1264—1304 роках.

## Життєпис
Походив з римського шляхетського роду Орсіні. Син пфальцграфа Маттео II та Анни з візантійської династії Ангелів. Народився близько 1245 року. За різними свідченнями 1259 або 1264 року успадкував владу.
1259 року разом з іншими васалами Ахейськогок князівства прибув на допомогу епірському деспоту Михайлу II Комнін Дуці, якого атакувала Нікейська імперія, проте у вирішальній битві при Пелагонії союзники зазнали важкої поразки.
У 1261 році на заклик Папського престолу рушив на допомогу латинському імператору Балдуїну II, проте ще до його прибуття, Константинополь було захоплено візантійцями. 1264 року надав численні маєтності католицьким єпархіям. 1267 року в Вітербо уклав угоду, за якою визнав зверхність Неаполітанського королівства.
1278 року після смерті Гільома Віллардуена, увійшов до регентської ради Ахейського князівств. 1286 року призначається адміралом неаполітанського флоту, з яким патрулював узбережжя від Которської затоки до Корфу. Того ж року Венеція призначає Орсіні своїм генеральним вікарієм о. Корфу і порту Бутринті. 1290 року склав з себе повноваження адмірала і губернатора.
У 1291—1292 роках на чолі загону з 100 воїнів рушив на допомогу Никифору I, деспоту Епіру, якого в Яніні взяв в облогу візантійські війська. Донька епірського володаря була відправлена на Кефалонію в якості заручниці. Після того, як візантійці були відкинуті, вона вийшла заміж за Джованні, сина і спадкоємця Ріккардо. Це викликало обурення Никифора I, оскільки весілля відбулось без його відома та дозволу.
1297 року призначено бальї Ахейського князівства. 1299 року невдовзі після смерті дружини оженився вдруге — на представниці правлячого ахейського роду де Віллардуен.
У 1304 році пфальцграф влаштував весілля Матильди де Ено, спадкоємиці Ахейского князівства і Гі II де ла Роша, герцога Афінського. Того ж року Ріккардо Орсіні був вбитий в місті Гларентза під час сварки з власним лицарем Леоном. Владу спадкував його син Джованні Орсіні.

## Родина
1. Дружина — невідома
діти:
- Джованні (д/н—1317)
- Вільгеміна, дружина: 1) Жана де Ходерона, барона Естаміри, коннетабля Ахейського князівства; 2) Николи III де Сен-Омера
- донька, дружина Жана де Турне, барона Гріцени
- донька, дружина Енгельберта ван Лідеркерке, великого конетабля Ахейського князівства

2. Дружина — Маргарита, донька Вільгельма II де Віллардуена, князя Ахейського
Діти:
- донька (померла в дитинстві)